# 알림 센터 (iOS 및 macOS)
알림 센터(Notification Center)는 앱의 알림을 표시하는 iOS 및 macOS의 기능이다. 사용자가 알림에 대한 작업을 완료할 때까지 알림 센터에는 해당 알림이 계속 표시되며, 설정에서 알림 센터에 표시할 앱을 선택할 수 있다. 2011년 10월, iOS 5와 함께 처음 출시된 알림 센터는 2012년 7월에 Mac에서 OS X 마운틴 라이언의 일부로 제공됐다.

## 특징
알림 센터는 푸시 및 알림을 관리하기 위해, iOS 5에 출시되었다. 알림 센터는 화면 상단에 배너 형식으로 알림을 표시하여 사용자를 알림으로 방해하지 않는다. 그래서 사용자는 방해 없이 장치를 사용할 수 있고, 설정된 시간이 지나면 알림이 사라진다. iOS에서는 상태 표시줄을 아래로 내리면 알림 센터에서 이전 알림들을 볼 수 있고, OS X에서는 알림 센터 단추를 클릭하여 (또는 트랙패드 제스처를 사용하거나 오른쪽에서 왼쪽으로 스와이프하여) 이전 알림들을 볼 수 있다. 알림을 읽으면 패널에서 삭제된다. 사용자가 직접 개별 알림을 제거하거나 알림을 생성하는 앱의 알림을 해제하여 알림을 제거할 수 있다.

## 같이 보기
- 알림 센터